# Peter Kenilorea Jr.

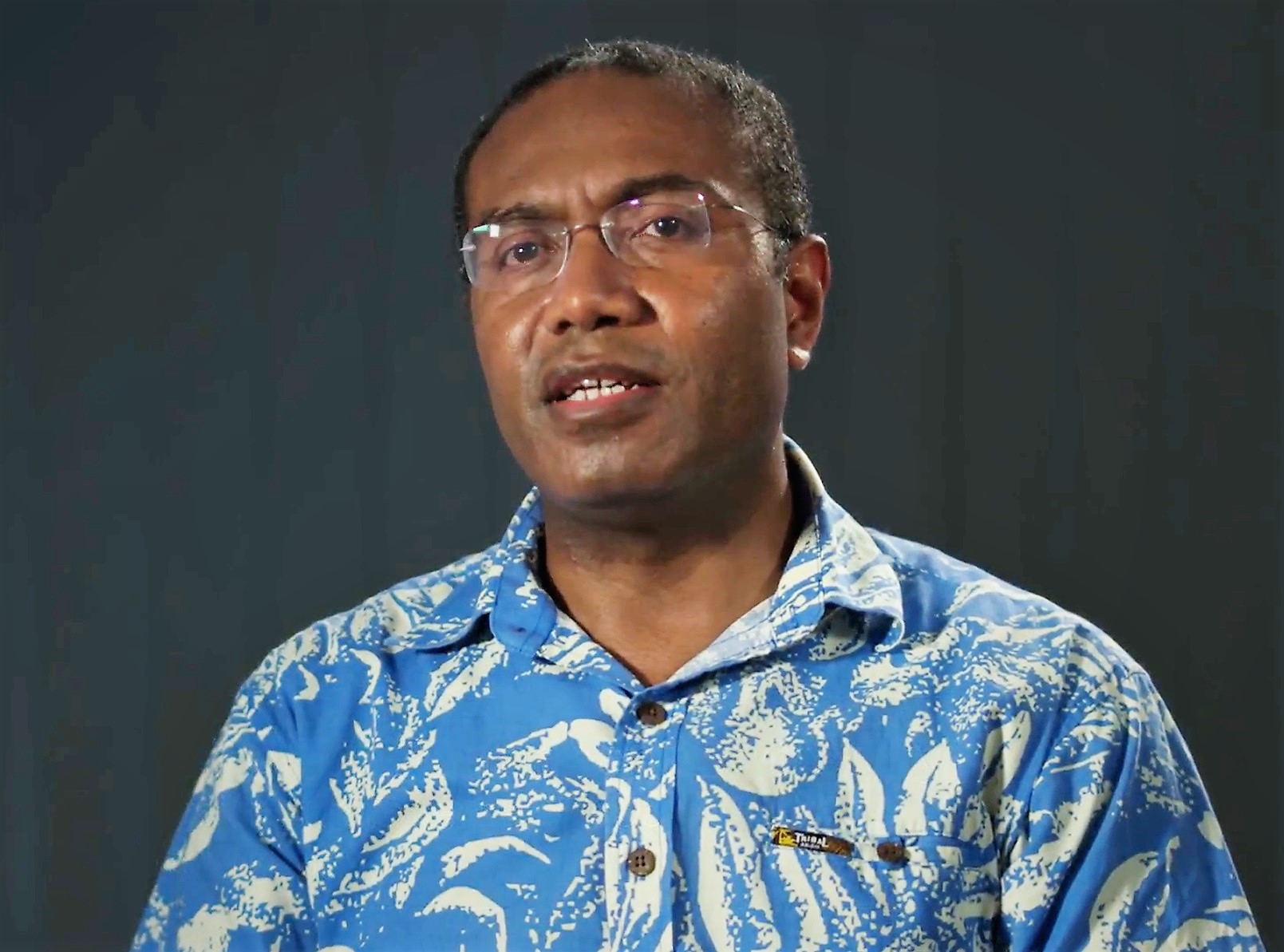
Kenilorea Jr. 2018.

Peter Kenilorea Jr. (* um 1973) ist ein Politiker in den Salomonen. Er ist der Sohn von Peter Kenilorea und wurde 2019 in das National Parliament of Solomon Islands gewählt.

## Leben

### Jugend
Peter Kenilorea Jr. wurde um 1973 geboren. Sein Vater, Peter Kenilorea, war der erste Premierminister der Salomonen. Kenilorea Jr. besuchte die Su’u National Secondary School in Malaita und wechselte dann auf das Wesley College, Auckland, Neuseeland. Upon the completion of secondary education, Kenilorea Jr. pursued a Bachelor of Laws at the University of Waikato, followed by a Master of Laws in international law at the University of Nottingham.

### Karriere
Kenilorea begann seine juristische Laufbahn 1994 bei Jennifer Corrin Barrister & Solicitor. 1996 begann er für den Generalstaatsanwalt (Attorney General) der Salomonen zu arbeiten und verließ seine Regierungsposition im Jahr 2000 für die Vereinten Nationen. Kenilorea hatte verschiedene Funktionen bei den Vereinten Nationen inne und kehrte dann 2017 zur Regierung der Salomonen zurück als ständiger Sekretär des Ministeriums für auswärtige Angelegenheiten und Außenhandel. 
Er trat für die Solomon Islands United Party bei den Wahlen 2019 an und wurde für den Wahlkreis East ’Are’are gewählt. Unterstützer von Keniloreas Vorgänger Andrew Manepora’a reichten im Mai 2019 eine Petition gegen Kenilorea ein, in welcher sie ihn der Korruption beschuldigten. Im März 2020 wurde die Petition abgewiesen.
Die United Party unterstützte Keniloreas Kandidatur als Regierungschef. Der Posten wurde jedoch von Manasseh Sogavare errungen. Bald nachdem Sogavares viertes Kabinett die Arbeit aufnahm, entschied seine Regierung die diplomatischen Beziehungen mit der Republik China (Taiwan) abzubrechen. Kenilorea kritisierte scharf die Aufnahme von bilateralen Beziehungen mit der Volksrepublik China. Er bot John Maneniaru öffentlich Unterstützung an, der im Oktober 2019 den diplomatischen Wechsel der Regierung als „den neuen chinesischen Herren“ („new Chinese masters“) dienen bezeichnete. Im Verlauf des Mai 2020 bemühte sich Kenilorea um einen Wechsel in der Führungsriege. Als die Regierung Maßnahmen gegen die COVID-19-Pandemie ergriff, wies Kenilorea immer wieder auf die humanitäre Unterstützung von Taiwan hin. Er drängte darauf, dass die Regierung der Bevölkerung Hilfe schuldig sei, und stellte regelmäßig die Regierungsmaßnahmen in Bezug auf die Pandemie in Frage.